# Port lotniczy La Isabela
Port lotniczy La Isabela (hiszp. Aeropuerto Internacional La Isabela, IATA: JBQ, ICAO: MDJB) – międzynarodowy port lotniczy położony w stolicy Dominikany – Santo Domingo. Został otwarty w 2006.

## Linie lotnicze i połączenia
- Aerolineas Mas (Santiago, Samana-Arroyo Barril, Barahona, Montecristi, Constanza, La Romana, Cabo Rojo, Punta Cana)
- Air Century (Antigua, Barahona, Bridgetown, Constanza, Habana, Fort Lauderdale, Santiago (DR), Miami, Nassau, Holguin, St. Maarten, Providenciales, Varadero)
- Caribair (Aruba, Antigua, Constanza, Barahona, La Romana, Port-au-Prince, Puerto Plata, Punta Cana, Samana, Santiago (DR), Santiago de Cuba, Aguadilla [Charter], Montego Bay)
- Fly Tortuga (Punta Cana)
- M&N Aviation (San Juan [sezonowy])
- Servicios Aereos Profesionales (Santiago, Montego Bay, Habana, Varadero, Santiago de Cuba, Cayo Coco, Grand Cayman, Tórtola, Barbados, St. Marteen, Martinique, Antigua, Aruba, Curaçao, Cancún, Caracas, Isla Margarita, Bogotá, Miami, San Juan (PR), Aguadilla) [Charter], Samana-Arroyo Barril, Punta Cana)
- VolAir (Aruba, Cap-Haïtien, Port-au-Prince, Santiago (DR))